# Dantchiao
Dantchiao (auch: Dan Tchiao, Dan Tchiaou, Dantchio) ist eine Landgemeinde im Departement Magaria in Niger.

## Geographie

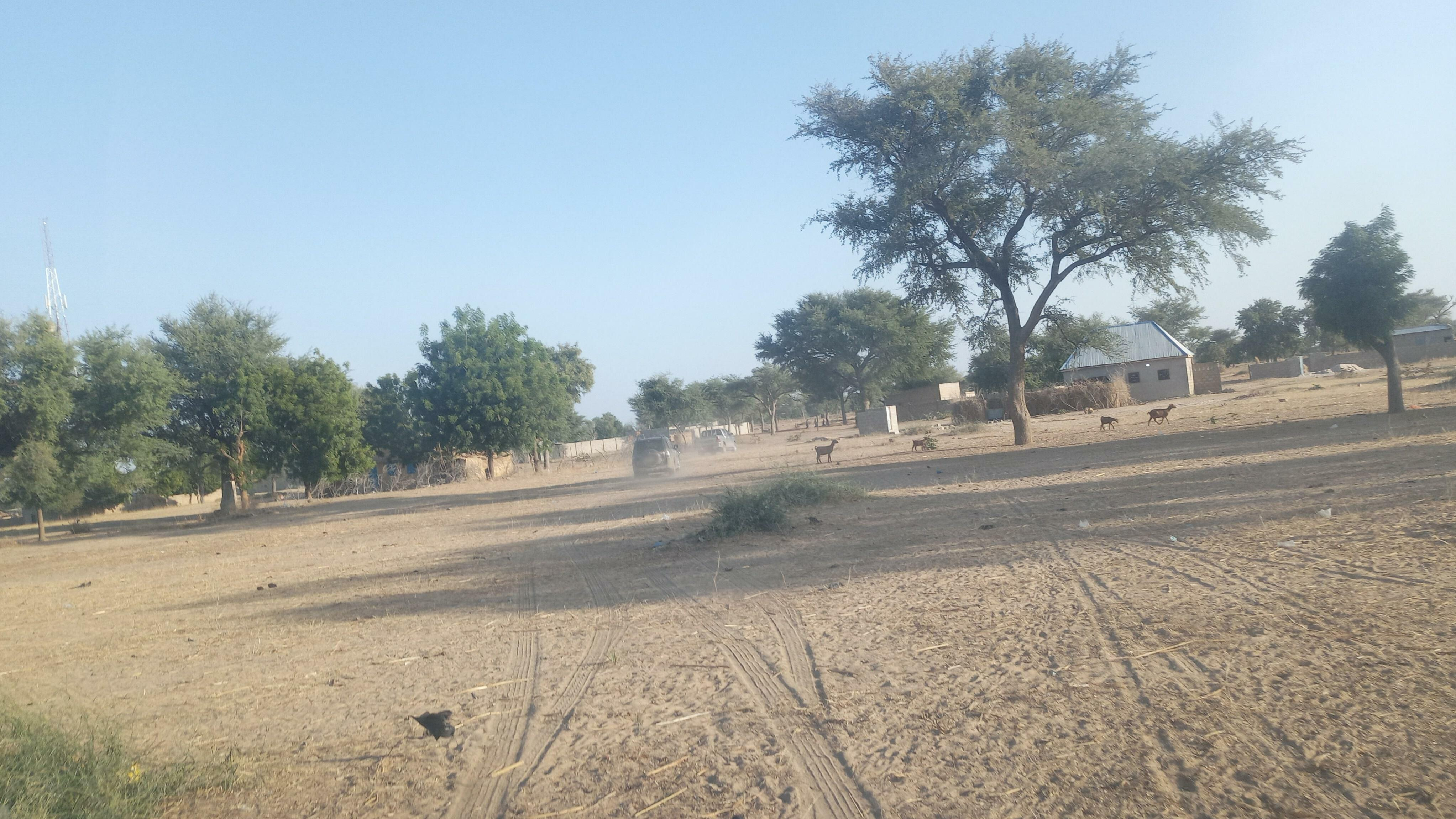
Am Ortsrand des Gemeindehauptorts Dantchiao (2023)

Dantchiao liegt in der Großlandschaft Sudan und grenzt im Süden an den Nachbarstaat Nigeria. Die Nachbargemeinden in Niger sind Bandé im Nordwesten, Dungass im Nordosten, Dogo-Dogo im Südosten und Magaria im Westen. Bei den Siedlungen im Gemeindegebiet handelt es sich um 57 Dörfer und 75 Weiler. Der Hauptort der Landgemeinde ist das Dorf Dantchiao.

## Geschichte
Dantchiao kam Anfang des 20. Jahrhunderts zunächst unter britische, ab 1906 unter französische Kontrolle. Die Franzosen richteten 1908 einen Kanton in Dantchiao ein. Im Jahr 2002 ging im Zuge einer landesweiten Verwaltungsreform aus dem Kanton Dantchiao die Landgemeinde Dantchiao hervor.

## Bevölkerung
Bei der Volkszählung 2012 hatte die Landgemeinde 71.018 Einwohner, die in 10.856 Haushalten lebten. Bei der Volkszählung 2001 betrug die Einwohnerzahl 41.430 in 6966 Haushalten.
Im Hauptort lebten bei der Volkszählung 2012 3529 Einwohner in 546 Haushalten, bei der Volkszählung 2001 1505 in 250 Haushalten und bei der Volkszählung 1988 1569 in 338 Haushalten.
In ethnischer Hinsicht ist die Gemeinde ein Siedlungsgebiet von Daurawa, Fulbe, Kanuri und Sossébaki. Die Hausa-Untergruppe Daurawa betreibt vor allem Ackerbau, während die Fulbe auf Agropastoralismus spezialisiert sind. Die 1936 anerkannte Fulbe-Gruppierung Peulh de Dan Gouchi ist im Dorf Dan Gouchi Peulh ansässig.

## Politik
Der Gemeinderat (conseil municipal) hat 19 gewählte Mitglieder. Mit den Kommunalwahlen 2020 sind die Sitze im Gemeinderat wie folgt verteilt: 8 PNDS-Tarayya, 5 RDR-Tchanji, 3 ANDP-Zaman Lahiya, 1 ARD-Adaltchi Mutunchi, 1 MPR-Jamhuriya und 1 PSD-Bassira.
Jeweils ein traditioneller Ortsvorsteher (chef traditionnel) steht an der Spitze von 49 Dörfern in der Gemeinde.

## Wirtschaft und Infrastruktur
Wochenmärkte werden in den Dörfern Bangaya und Koundiri abgehalten. Das staatliche Versorgungszentrum für landwirtschaftliche Betriebsmittel und Materialien (CAIMA) unterhält eine Verkaufsstelle im Hauptort. Die Gemeinde liegt in jener schmalen Zone entlang der Grenze zu Nigeria, die von Tounouga im Westen bis Malawa im Osten reicht und in der Bewässerungsfeldwirtschaft für Cash Crops betrieben wird. In Dantchiao wachsen in hoher Dichte Affenbrotbäume (Adansonia digitata), deren Blätter, Früchte und Samen zu beliebten Nahrungsmitteln und Kosmetika weiterverarbeitet werden. Es gibt eine Niederschlagsmessstation im Hauptort.
Im Hauptort ist ein Gesundheitszentrum des Typs Centre de Santé Intégré (CSI) vorhanden. Der CEG Dantchiao ist eine allgemein bildende Schule der Sekundarstufe des Typs Collège d’Enseignement Général (CEG). Beim Centre de Formation aux Métiers de Dantchiao (CFM Dantchiao) handelt es sich um ein Berufsausbildungszentrum.
Die 78,1 Kilometer lange Nationalstraße 13 zwischen Tinkim und der Staatsgrenze zu Nigeria, eine moderne Erdstraße, verläuft durch den Hauptort.